# Sergiusz Paweł
Sergiusz Paweł – namiestnik Cypru jako prokonsul w czasie pierwszej podróży misyjnej Pawła z Tarsu.
Według Nowego Testamentu, (Dz 13, 4-12) apostoł Paweł (wtedy jeszcze nazywany imieniem Szaweł) przybył razem z Barnabą na Cypr z Seleucji, portu Antiochii u ujścia Orontesu. W Pafos na zachodzie wyspy spotkali Bar-Jezusa, żydowskiego maga z otoczenia Sergiusza Pawła. Prokonsul, który jest określany jako „człowiek roztropny” (Dz 13, 7), wezwał Barnabę i Pawła, by posłuchać ich nauk. Po tym jak Bar-Jezus stracił na jakiś czas wzrok po zapowiedzi Pawła, Sergiusz Paweł uwierzył w nauki głoszone przez Pawła i Barnabę.
Prokonsul Cypru mógł zostać mianowany przez senat, ponieważ Cypr od 22 p.n.e. był prowincją senatorską. Spotkanie Sergiusza Pawła z apostołem Pawłem datowane jest na ok. 45 n.e. Identyfikacja Sergiusza Pawła jest przedmiotem wieloletnich dyskusji bez jednoznacznych rozstrzygnięć. Odnaleziono trzy inskrypcje, które są rozważane w ustaleniu kiedy miało miejsce spotkanie i o którego Sergiusza Pawła chodzi w relacji z Dziejów Apostolskich. Jedna inskrypcja z Soloi na północnym wybrzeżu Cypru podaje: gdy prokonsulem był Paweł pochodzi z czasów Klaudiusza. Na podstawie innej inskrypcji znalezionej w Rzymie bywa on identyfikowany z Lucjuszem Sergiuszem Paullusem, który za czasów Klaudiusza był jednym z pięciu kuratorów brzegów Tybru (curator riparum et alvei Tiberis) około 42-47 n.e. Inną bardziej prawdopodobną identyfikacją jest utożsamienie z Kwintusem Sergiuszem Paullusem, prokonsulem Cypru przez rok ok. 37-53 n.e., w oparciu o inskrypcję z Kitrei.